# Джон Ф. Кеннеді. Постріли в Далласі
«Джон Ф. Кеннеді. Постріли в Далласі» (англ. JFK) — американсько-французький драматичний трилер режисера, продюсера і сценариста Олівера Стоуна, що вийшов 1991 року. У головних ролях Кевін Костнер, Кевін Бейкон, Томмі Лі Джонс, Джо Пеші. Стрічка знята на основі романів-спогадів Джима Ґаррісона і Джима Маррса.
Вперше фільм продемонстрували 20 грудня 1991 року у США, Канаді й Бразилії. В Україні у кінопрокаті фільм не демонструвався.

## Сюжет
Коли 1963 року було вбито Президента США Кеннеді, весь світ був шокований. Тим часом віцепрезидент Ліндон Джонсон складає присягу в літаку, а поліція затримує Лі Гарві Освальда — колишнього морського піхотинця — і висуває йому звинувачення у вбивстві Президента. Проте окружний прокурор Нового Орлеану Джим Ґаррісон сумнівається у правдивості офіційної версії й починає власне розслідування.

## Творці фільму

### Знімальна група
Кінорежисер — Олівер Стоун, сценаристами були Олівер Стоун і Закарі Скляр, кінопродюсерами — Олівер Стоун і А. Кітмен Го, виконавчий продюсер — Арнон Мілчен. Композитор: Джон Вільямс, кінооператор — Роберт Річардсон, кіномонтаж: Джо Гатшінґ і П'єтро Скаліа. Підбір акторів — Риса Бремон Ґарсія, Біллі Гопкінс і Гайді Левітт, художники-постановники — Дерек Р. Гілл і Алан Томкинс, художник по костюмах — Марлен Стюарт.

### У ролях
| Актор              | Персонаж                                                 | Роль                                         |
| ------------------ | -------------------------------------------------------- | -------------------------------------------- |
| Кевін Костнер      | Джим Ґаррісон англ. Jim Garrison                         | окружний прокурор Нового Орлеану             |
| Кевін Бейкон       | Віллі О'Кіффі англ. Willie O'Keefe                       | гомосексуал                                  |
| Томмі Лі Джонс     | Клей Шоу / Клей Бертранд англ. Clay Shaw / Clay Bertrand | новоорлеанський підприємець                  |
| Джо Пеші           | Артуро Салазар англ. David Ferrie                        | пілот літака                                 |
| Лорі Меткалф       | С'юзі Кокс англ. Susie Cox                               | помічниця окружного прокурора Нового Орлеану |
| Ґері Олдмен        | Лі Гарві Освальд англ. Lee Harvey Oswald                 | колишній американський морський піхотинець   |
| Майкл Рукер        | Білл Брассард англ. Bill Broussard                       | помічник окружного прокурора Нового Орлеану  |
| Джей О. Сандерс    | Луї “Лу” Айвон англ. Louis “Lou” Ivon                    |                                              |
| Сісі Спейсек       | Ліз Ґаррісон англ. Liz Garrison                          | дружина Джима                                |
| Беата Позняк       | Марина Освальд-Портер англ. Marina Oswald Porter         | дружина Лі Гарві Освальда                    |
| Джек Леммон        | Джек Мартін англ. Jack Martin                            | детектив                                     |
| Волтер Метгау      | Рассел Лонг англ. Russell Long                           | сенатор                                      |
| Дональд Сазерленд  | містер Ікс англ. Mr. X                                   | розвідник                                    |
| Едвард Аснер       | Гай Баністер англ. Guy Banister                          | слідчий                                      |
| Джон Кенді         | Дін Ендрюс молодший англ. Dean Andrews Jr.               | адвокат                                      |
| Вейн Найт          | Нума Бертель англ. Numa Bertel                           | помічник Джима                               |
| Прюїтт Тейлор Вінс | Лі Бауерс англ. Lee Bowers                               | свідок                                       |
| Вінсент Д'Онофріо  | Білл Ньюмен англ. Bill Newman                            | свідок                                       |
| Лоліта Давидович   | Беверлі Олівер англ. Beverly Oliver                      | невідома жінка                               |
| Джон Ларрокетт     | Джеррі Джонсон англ. Jerry Johnson                       |                                              |
| Френк Вейлі        | Освальд англ. Oswald                                     | самозванець                                  |

## Сприйняття

### Критика
Фільм отримав позитивні відгуки: Rotten Tomatoes дав оцінку 85% на основі 59 відгуків від критиків (середня оцінка 7,7/10) і 93 % від глядачів зі середньою оцінкою 3,8/5 (61,111 голос). Загалом на сайті фільми має позитивний рейтинг, фільму зарахований «стиглий помідор» від кінокритиків і «попкорн» від глядачів, Internet Movie Database — 8,0/10 (98 838 голосів), Metacritic — 72/100 (29 відгуків критиків) і 875/10 від глядачів (39 голосів). Загалом на цьому ресурсі від критиків і від глядачів фільм отримав позитивні відгуки.

### Касові збори
Під час показу у США, що розпочався 20 грудня 1991 року, протягом першого тижня фільм показали у 1164 кінотеатрах і він зібрав 5,223,658 $, що на той час дозволило йому зайняти 5 місце серед усіх прем'єр. Показ фільму протривав до 4 червня 1992 року, за час показу фільм зібрав у прокаті у США 70,405,498  доларів США, а у решті світу 135,000,000 $ (за іншими даними 134,994,502 $), тобто загалом 205,405,498 $ (за іншими даними 205,400,000 $) при бюджеті 40 млн $.

### Нагороди й номінації[10]
| Рік  | Нагорода                                           | Категорія                                   | Номінант                                                                         | Результат |
| ---- | -------------------------------------------------- | ------------------------------------------- | -------------------------------------------------------------------------------- | --------- |
| 1992 | 64-а церемонія вручення нагороди «Оскар»           | Найкращий фільм                             | А. Кітмен Го і Олівер Стоун                                                      | Номінація |
| 1992 | 64-а церемонія вручення нагороди «Оскар»           | Найкраща чоловіча роль другого плану        | Томмі Лі Джонс                                                                   | Номінація |
| 1992 | 64-а церемонія вручення нагороди «Оскар»           | Найкращий режисер                           | Олівер Стоун                                                                     | Номінація |
| 1992 | 64-а церемонія вручення нагороди «Оскар»           | Найкращий адаптований сценарій              | Олівер Стоун і Закарі Скляр                                                      | Номінація |
| 1992 | 64-а церемонія вручення нагороди «Оскар»           | Найкращий монтаж                            | Джо Гатшінґ і П'єтро Скаліа                                                      | Перемога  |
| 1992 | 64-а церемонія вручення нагороди «Оскар»           | Найкращий звук                              | Майкл Мінклер, Ґреґґ Лендекер і Тод А. Мейтленд                                  | Номінація |
| 1992 | 64-а церемонія вручення нагороди «Оскар»           | Найкраща музика                             | Джон Вільямс                                                                     | Номінація |
| 1992 | 64-а церемонія вручення нагороди «Оскар»           | Найкраща операторська робота                | Роберт Річардсон                                                                 | Перемога  |
| 1992 | 49-та церемонія вручення нагороди «Золотий глобус» | Найкращий режисер                           | Олівер Стоун                                                                     | Перемога  |
| 1992 | 49-та церемонія вручення нагороди «Золотий глобус» | Найкращий сценарій                          | Олівер Стоун і Закарі Скляр                                                      | Номінація |
| 1992 | 49-та церемонія вручення нагороди «Золотий глобус» | Найкращий фільм — драма                     | стрічка                                                                          | Номінація |
| 1992 | 49-та церемонія вручення нагороди «Золотий глобус» | Найкращий чоловіча роль — драма             | Кевін Костнер                                                                    | Номінація |
| 1993 | 46-та Премія БАФТА у кіно                          | Найкращий адаптований сценарій              | Олівер Стоун і Закарі Скляр                                                      | Номінація |
| 1993 | 46-та Премія БАФТА у кіно                          | Найкраща чоловіча роль другого плану (кіно) | Томмі Лі Джонс                                                                   | Номінація |
| 1993 | 46-та Премія БАФТА у кіно                          | Найкращий монтаж                            | Джо Гатшінґ і П'єтро Скаліа                                                      | Номінація |
| 1993 | 46-та Премія БАФТА у кіно                          | Найкращий звук                              | Тод А. Мейтленд, Вайлі Стейтмен, Майкл Д. Вілгойт, Майкл Мінклер, Ґреґґ Лендекер | Номінація |

### Виноски
1. 1 2 3  JFK: Release Info (англ.). Internet Movie Database. Архів оригіналу за 18 квітня 2015. Процитовано 14 жовтня 2014.
2. 1 2 3 4 5 6  JFK (англ.). The Numbers. Архів оригіналу за 22 жовтня 2014. Процитовано 14 жовтня 2014.
3. 1 2 3 4  JFK (англ.). Box Office Mojo. Архів оригіналу за 3 квітня 2009. Процитовано 14 жовтня 2014.
4. 1 2  JFK (англ.). Internet Movie Database. Архів оригіналу за 30 квітня 2021. Процитовано 14 жовтня 2014.
5. ↑  JFK (англ.). Allmovie. Архів оригіналу за 3 листопада 2014. Процитовано 14 жовтня 2014.
6. 1 2  JFK: Full Cast & Crew (англ.). Internet Movie Database. Архів оригіналу за 18 квітня 2015. Процитовано 14 жовтня 2014.
7. ↑  Джон Ф. Кеннеди: Выстрелы в Далласе. Премьеры (рос.). КиноПоиск. Архів оригіналу за 19 жовтня 2014. Процитовано 14 жовтня 2014.
8. ↑  JFK (англ.). Rotten Tomatoes. Архів оригіналу за 20 жовтня 2014. Процитовано 14 жовтня 2014.
9. ↑  JFK (англ.). Metacritic. Архів оригіналу за 9 листопада 2014. Процитовано 14 жовтня 2014.
10. ↑  JFK: Awards (англ.). Internet Movie Database. Архів оригіналу за 18 квітня 2015. Процитовано 14 жовтня 2014.